# Edvard Eriksen
Edvard Eriksen, vagy Edvard Christian Johannes Eriksen (Koppenhága, 1876.  március 10. – Koppenhága, 1959. január 12.) – naturalista dán szobrász, aki többek között a kis hableányt is megalkotta Koppenhágában.

## Életpályája
Edvard Eriksen 1876. március 10.-én született Koppenhágában, majd 1895-ben szobrásznak tanult. 1900-ban feleségül vette Eline Vilhelmine Møllert (1881–1963), öt gyermekük született. A Carrarai Művészeti Akadémia címzetes professzora volt, 1932-ben a Dannebrog Lovagrend lovagjává választották.
Koppenhágában hunyt el 83 évesen, 1959. január 12-én.

## Főbb munkái
1902-ben fogadták el első alkotását egy Charlottenborgban megrendezett kiállításra. Karrierjében az áttörést 1904 jelentette, amikor az Állami Művészeti Múzeum megvásárolta "Håbet" (Remény) című alkotását, majd 1905-ben a "Dommen" (Destiny) díjjal jutalmazták. 
1908-ban három márványszoborra kapott megrendelést IX. Keresztély dán király és felesége Lujza szarkofágjára a roskildei katedrálisban, ahol a „Bánat, Erindringen og Kærligheden” (Gyász, emlékek és szeretet) ma is látható.
Eriksen leghíresebb alkotása a "Den lille Havfrue" (A kis hableány), amelyet 1913. augusztus 23-án állítottak fel a Langelinie sétányon. A 125 centiméter magas Kis hableány című alkotásának ihletője Andersen mesealakja volt. A szobor arcvonásait egy koppenhágai balett táncosnőről, magát az alakot pedig Eriksen saját felesége után mintázta, mivel Ellen Price, a primabalerina, nem volt hajlandó a mesternek meztelenül modellt állni, ezért a szobrász kénytelen volt saját feleségét felkérni a feladatra.
Bronz szobrai megtalálhatók még Odense-ben, Aschaffenburgban és Los Angelesben, a Forest Lawn Memorial Parkban is.

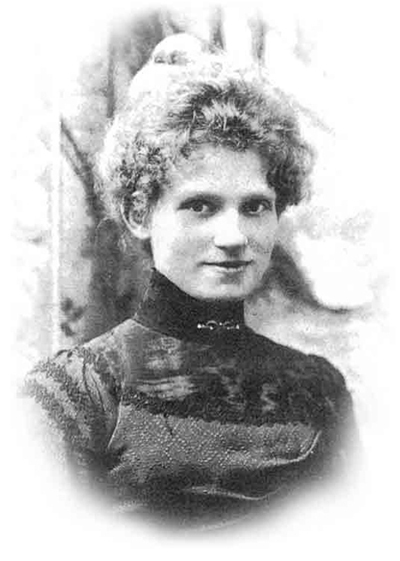
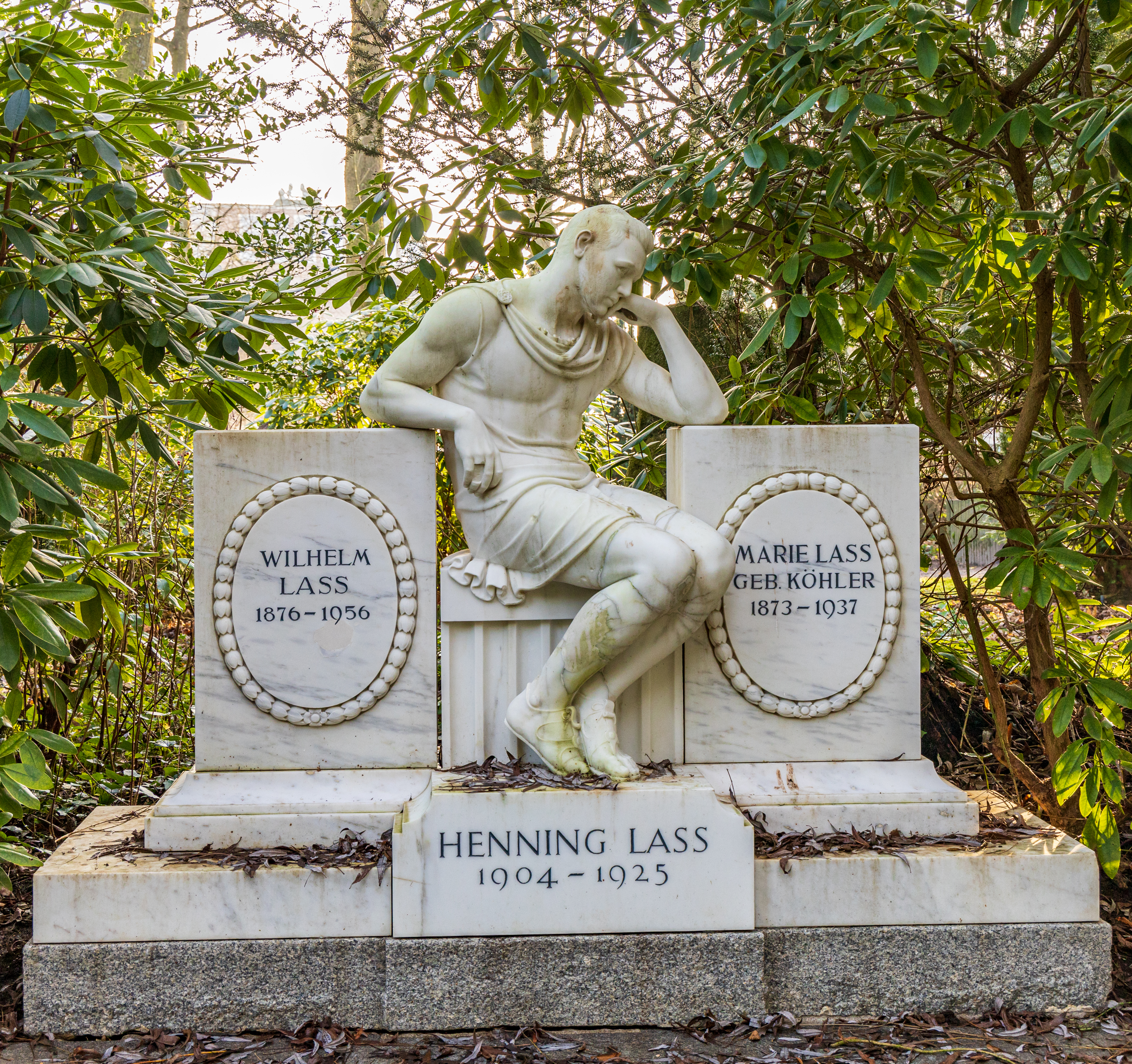